# Южанов, Владимир Александрович
Владимир Александрович Южа́нов (настоящая фамилия — Теохари́ди; 1897—1961) — советский актёр театра.

## Биография
Владимир Южанов родился в 1897 году в Таганроге в семье служащих.
В старших классах гимназии зарабатывал на жизнь уроками. В Ростове-на-Дону учился сначала на юридическом, затем на экономическом факультетах университета. Окончил Донской коммерческий институт. С 1919 года начал выступать на сцене драматического театра Нахичевани. Затем работал в Киеве, Барнауле, Перми, Сталинске, Омске, Пятигорске.
В Курском ГДТ имени А. С. Пушкина работал в 1935—1941 и 1943—1949 годах, занимал положение основного героя в труппе, созданной А. И. Каниным.
В 1949—1958 годах ведущий актёр в труппе Челябинского ГАТД имени С. М. Цвиллинга, где сыграл более 300 ролей.
Много занимался общественной деятельностью. Он избирался в районные и городской Советы депутатов трудящихся (в Курске и Челябинске), занимался профсоюзными делами, был делегатом нескольких Всесоюзных съездов профсоюзов, председателем Курского и Челябинского отделений ВТО.
Владимир Александрович Южанов умер 30 сентября 1961 года. Он похоронен в Челябинске на Митрофановском кладбище.

## Роли в театре
Курский театр:
- «Овод» Э. Л. Войнич — Монтанелли
- «Коварство и любовь» Ф. Шиллера — Президент
- «Великий государь» В. А. Соловьева — Иван Грозный
- «Каменный властелин» Л. Украинки — Командор
- «На дне» М. Горького — Сатин
- «Горе от ума» А. С. Грибоедова — Павел Афанасьевич Фамусов
- «Смерть Иоанна Грозного» А. К. Толстого — Борис Годунов
- «Варвары» М. Горького — Сергей Николаевич Цыганов
- «Таланты и поклонники» А. Н. Островского — Иван Семёнович Великатов

Челябинский театр:
- «Русские люди» К. М. Симонова — Сафонов
- «Нашествие» Л. М. Леонова — Фёдор Иванович Таланов
- «Бесприданница» А. Н. Островского — Сергей Сергеевич Паратов
- «Три сестры» А. П. Чехова — Александр Игнатьевич Вершинин
- «Ревизор» Н. В. Гоголя — Городничий
- «Горе от ума» А. С. Грибоедова — Александр Андреевич Чацкий
- «Маскарад» М. Ю. Лермонтова — Евгений Александрович Арбенин
- «Живой труп» Л. Н. Толстого — Фёдор Васильевич Протасов
- «Порт-Артур» А. Н. Степанова и И. Ф. Попова — С. О. Макаров
- «Кремлёвские куранты» Н. Ф. Погодина — Антон Иванович Забелин
- «Любовь Яровая» К. А. Тренёва — Роман Кошкин

## Награды и премии
- заслуженный артист РСФСР (13.6.1947)
- Сталинская премия третьей степени (1952) — за спектакль «Любовь Яровая» К. А. Тренёва, поставленный на сцене Челябинского ГАТД имени С. М. Цвиллинга